# Frederick T. Frelinghuysen
Frederick T. Frelinghuysen (n. 4 august 1817 - d. 20 mai 1885) a fost un politician american, Secretar de Stat al Statelor Unite între 1881 și 1885.